# Lotus 17
La Lotus 17 era una vettura da competizione costruita nel 1959 dalla Lotus Cars.

## Contesto

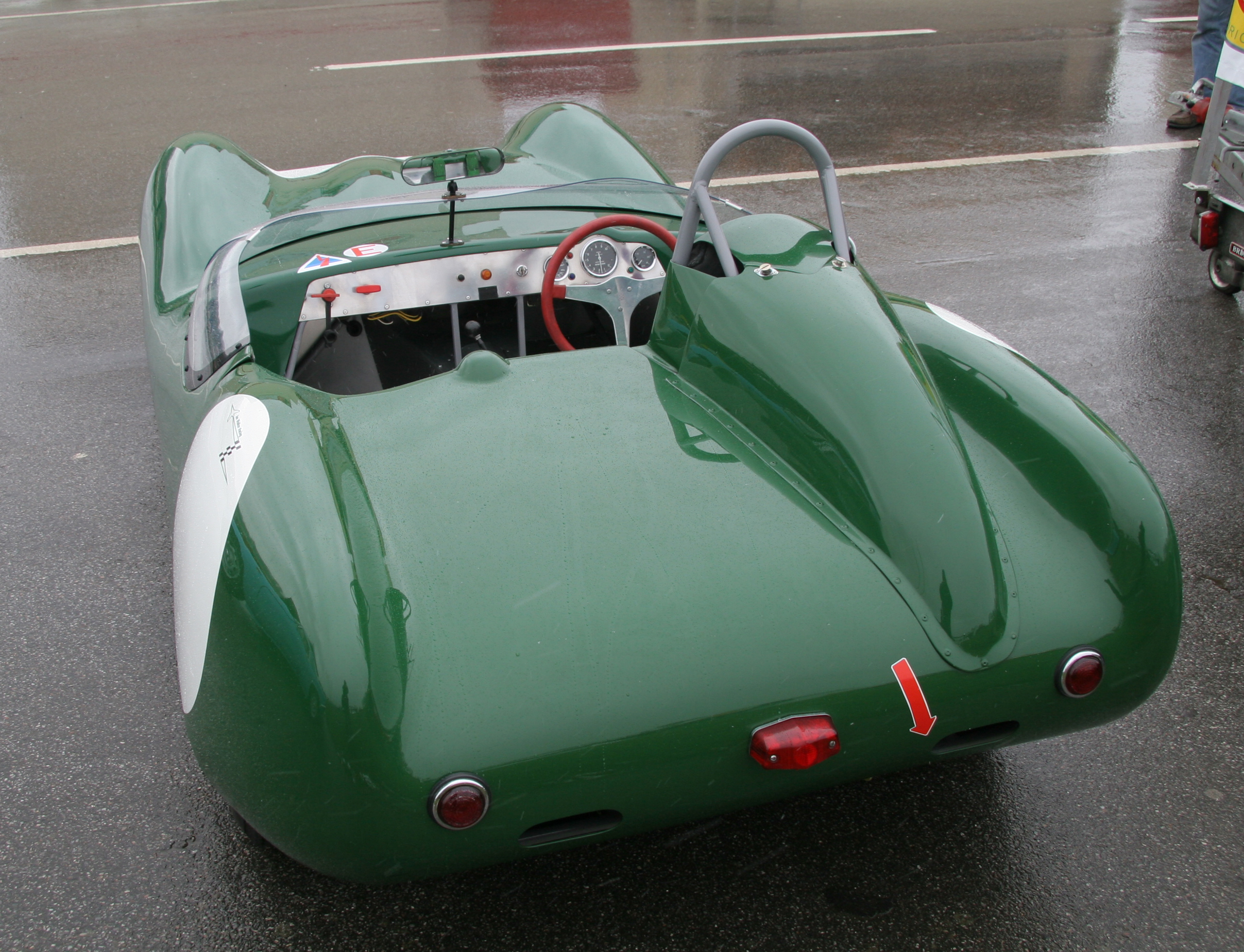
Vista posteriore

La 17 era la risposta di Colin Chapman ai risultati della Lola Mk. I, vettura che ormai surclassava la Lotus Eleven. Rispetto alla 11 la Lola era più piccola e più leggera quindi anche la nuova vettura sarebbe stata più piccola, leggera e con un profilo aerodinamico. Il progetto della 17 venne diretto da Chapman ma si deve a Len Terry. La vettura incorporava una serie di caratteristiche innovative tra le quali la sospensione anteriore tipo Mac Pherson mentre quella posteriore era la Strut progettata dallo stesso Chapman ed utilizzata per la prima volta sulla Lotus 12. La carrozzeria era in fibra di vetro che fu utilizzata dalla Lotus a questo scopo per la prima volta. Il peso della vettura era di soli 340 chilogrammi e la 17 sembrava possedere un futuro promettente nelle competizioni.
Alla prima gara alla quale prese parte nell'aprile 1959, però la 17, nonostante si dimostrasse veloce, dimostrò di avere una maneggevolezza scarsa. La parte anteriore della vettura non sosteneva i carichi che si venivano a creare durante la gara. Prima che il problema venisse identificato e risolto la stagione era ormai molto avanzata e quindi la vettura non riuscì a dimostrare tutto il suo potenziale. La soluzione fu trovata nella sostituzione della sospensione Mac Pherson con una dallo schema più convenzionale. Questa soluzione venne anche offerta a tutti gli acquirenti della 17.
In questo periodo, come motori venivano utilizzati quasi tutti quelli che facevano parte della gamma di piccola cilindrata prodotti dalla Coventry Climax, dal FWMA da 742 cm³ – con il quale la vettura partecipò nel 1959 alla 24 Ore di Le Mans - al FWA da 1.098 cm³ – che era il motore più usato nella classe della 17, al FWE da 1.216 cm³ in Europa e da 1.406 cm³ in America settentrionale. Nel 1960 la 17 verrà sostituita dalla Lotus 19. Della Lotus 17 sono stati prodotti 21 o 23 esemplari dei quali una dozzina sono giunti ai giorni nostri.